# Scopula dux
Scopula dux là một loài bướm đêm trong họ Geometridae.